# Nigerias herrlandslag i handboll
Nigerias herrlandslag i handboll representerar Nigeria i handboll på herrsidan. Nigeria har bara deltagit i ett enda världsmästerskap, 1999 då man kom på 23:e plats.